# Hooked on Classics 3 - Journey Through the Classics
Hooked on Classics 3 - Journey Through the Classics è un album di Louis Clark e della Royal Philharmonic Orchestra, pubblicato nel 1983 dalla K-tel.

## Il disco
In questo album Louis Clark dirige la Royal Philharmonic Orchestra, che suona una raccolta di estratti da noti brani di musica classica, suonati sopra a un battito continuo di batteria.
Il genere dell'album è stato definito come un crossover tra la musica classica e il cosiddetto easy listening.
Di seguito sono elencati, per ogni brano del disco, i pezzi classici utilizzati.

### Also Sprach Zarathustra
- Introduzione da Così parlò Zarathustra (Richard Strauss)

### Journey Through the Classics
- Ballabile dal Faust (Charles Gounod)
- Danza delle grottesche da Sogno di una notte di mezza estate (Felix Mendelssohn)
- Allegro dal Concerto per corno e orchestra n. 3 (Wolfgang Amadeus Mozart)
- Presto dalla Sinfonia n. 7 (Ludwig van Beethoven)
- Concerto in Re maggiore (Tomaso Albinoni)
- Trumpet Tune (Henry Purcell)
- Baccanale da Samson et Dalila (Camille Saint-Saëns)
- Finlandia (Jean Sibelius)

### Hooked on Haydn
- Allegro dal Concerto per tromba (Franz Joseph Haydn)

### Hooked on Romance (Opus 3)
- Gymnopédie n. 1 (Erik Satie)
- Notturno op. 9 n. 2 (Fryderyk Chopin)
- Notturno dal Quartetto per archi n. 2 (Aleksandr Porfir'evič Borodin)
- Recuerdos de la Alhambra (Francisco Tárrega)
- Finale dalla Sinfonia n. 2 (Jean Sibelius)
- Il cigno da Il carnevale degli animali (Camille Saint-Saëns)
- Poco allegretto dalla Sinfonia n. 3 (Johannes Brahms)
- Sicilianna (Louis Clark)

### Viva Vivaldi
- Concerto per molti strumenti in Do maggiore, RV 558 (Antonio Vivaldi)
- Concerto in Do maggiore, F. XII, No. 14 (Antonio Vivaldi)
- Allegro dal Concerto per 2 mandolini, archi e basso continuo, RV 532 (Antonio Vivaldi)
- Allegro molto dal Concerto per molti strumenti in Do maggiore, RV 558 (Antonio Vivaldi)
- Allegro dal Concerto per 2 oboi, archi e basso continuo in La minore, RV 536 (Antonio Vivaldi)
- Allegro molto dal Concerto per molti strumenti in Do maggiore, RV 558 (Antonio Vivaldi)

### Dance of the Furies
- Danza delle furie da Orfeo ed Euridice (Christoph Willibald Gluck)
- Estate da Le quattro stagioni (Antonio Vivaldi)

### Scotland the Brave (Hookery Jiggery Jock)
- Scotland the Brave (anonimo)
- Ben Glen Bay
- Cock o' the North (anonimo)
- Wi' a Hundred Pipers (Carolina Nairne)
- Charlie Is My Darling (tradizionale)
- Loch Lomond (tradizionale)
- The Keel Row (tradizionale)
- Bonnie Dundee (tradizionale)
- Roxburgh Castle
- Amazing Grace (tradizionale)

### Journey Through the Classics (Part 2)
- Danza dei giullari dalla Sneguročka (Nikolaj Andreevič Rimskij-Korsakov)
- Danza dei commedianti da La sposa venduta (Bedřich Smetana)
- Karelia Suite (Jean Sibelius)
- Finale dal Quartetto d'archi in Re maggiore (Franz Joseph Haydn)
- Allegro molto vivace dalla Sinfonia n. 6 (Pëtr Il'ič Čajkovskij)
- Largo al factotum da Il barbiere di Siviglia (Gioachino Rossini)
- Ouverture da Le allegre comari di Windsor (Carl Otto Nicolai)

### Journey Through America
- The Star-Spangled Banner (John Stafford Smith)
- Oh! Susanna (Stephen Foster)
- Marching Through Georgia (Henry Clay Work)
- The Yellow Rose of Texas (tradizionale)
- When the Saints Go Marching In (tradizionale)
- Blue Tail Fly (tradizionale)
- When Johnny Comes Marching Home (tradizionale)
- Deep in the Heart of Texas (Don Swander)
- Yankee Doodle (tradizionale)
- Caissons Go Rolling Along (tradizionale)
- Shortnin' Bread (tradizionale)
- The Star-Spangled Banner (John Stafford Smith)

### Hooked on Marching
- Unter dem Doppeladler (Josef Franz Wagner)
- Stars and Stripes Forever (John Philip Sousa)
- Unter dem Doppeladler (Josef Franz Wagner)
- The British Grenadiers (tradizionale)
- Cavalry of the Clouds (Kenneth Joseph Alford)
- Officer of the Day (Robert Browne Hall)
- King Cotton (John Philip Sousa)
- Imperial Echoes (Arnold Safroni-Middleton)

### Symphony of the Seas
- The Sailor's Hornpipe (tradizionale)
- Portsmouth (tradizionale)
- Anchors Aweigh (Charles Zimmermann)
- A Life on the Ocean Waves (tradizionale)
- What Shall We Do with the Drunken Sailor? (tradizionale)
- Blow the Man Down (tradizionale)
- The Sailor's Hornpipe (tradizionale)

### Hooked on Rodgers & Hammerstein
- Tema da Oklahoma! (Rodgers e Hammerstein)
- June Is Bustin' Out All Over da Carousel (Rodgers e Hammerstein)
- There Is Nothin' Like a Dame da South Pacific (Rodgers e Hammerstein)
- The Farmer and the Cowman da Oklahoma! (Rodgers e Hammerstein)
- Do-Re-Mi da The Sound of Music (Rodgers e Hammerstein)
- Tema da Oklahoma! (Rodgers e Hammerstein)

## Tracce
1. Also Sprach Zarathustra - 1:11
2. Journey Through the Classics - 3:50
3. Hooked on Haydn - 2:52
4. Hooked on Romance (Opus 3) - 4:17
5. Viva Vivaldi - 3:59
6. Dance of the Furies - 3:28
7. Scotland the Brave (Hookery Jiggery Jock) - 3:50
8. Journey Through the Classics (Part 2) - 3:55
9. Journey Through America - 3:22
10. Hooked on Marching - 3:10
11. Symphony of the Seas - 2:47
12. Hooked on Rodgers & Hammerstein - 3:37